# یانسی مدیروس
یانسی مدیروس (انگلیسی: Yancy Medeiros؛ زادهٔ ۷ سپتامبر ۱۹۸۷) ورزشکار هنرهای رزمی ترکیبی اهل ایالات متحده آمریکا است. وی از سال ۲۰۰۷ میلادی تاکنون مشغول فعالیت بوده‌است.